# 북두의 권 (1995년 영화)
《북두의 권》은 1995년 미국에서 제작된 토니 랜들 감독의 액션 영화이다. 대한민국에서 1993년에 제작한 《북두의 권》과 달리 원작자 테츠오 하라로부터 판권을 정식으로 구매하여 제작했다.

## 등장인물
- 켄시로 역 : 게리 다니엘스

북두의권의 계승자.
- 싱 역 : 코스타스 맨다이어

남두의 실력자.
- 유리아 역 : 와시오 이사코

켄시로의 연인.
- 쟈기 역
- 바트 역
- 린 역

## 기타
- 이 영화의 주연인 게리 다니엘스는 실제 격투기 선수이다.

## 같이 보기
- 북두의권
- 북두의권